# Palavrões

Em desenhos animados e quadrinhos, palavrões são frequentemente representados pela substituição de palavras por símbolos ("Grawlixes" no léxico do cartunista Mort Walker)

Palavrões, também conhecidos como profanidade, xingamentos, obscenidades, vulgarismo ou baixo calão, é um uso socialmente ofensivo da linguagem. Da mesma forma, palavrões são o uso de linguagem que às vezes é considerado rude, obsceno ou culturalmente ofensivo; em certas religiões, é um pecado. Pode causar uma degradação de alguém ou algo, ou ser considerada uma expressão de forte sentimento em relação a algo. Algumas palavras também podem ser usadas como intensificadores.
Os intuitos de usar palavrões nem sempre são zombar, difamar ou brincar.